# ¡Que vienen los socialistas!
¡Que vienen los socialistas! és una pel·lícula espanyola dirigida per Mariano Ozores i amb guió del propi director, amb ajuda de José Sacristán. Va ser estrenada el 1982, poc abans del triomf del PSOE a les eleccions Generals del 1982.

## Argument
A Espanya, l'any 1982, les enquestes donen per asseguda la victòria del Partit Socialista en les eleccions que estan a punt de convocar-se. En un poble xicotet, es mostra la preocupació dels representants dels partits polítics de centre i dreta, que temen perdre les seues prebendes i privilegis, per la qual cosa comença una frenètica carrera per guanyar-se l'aliança i simpaties del delegat socialista en la localitat.

## En la cultura popular
La pel·lícula és esmentada per José Manuel Parada durant un cameo en la telecomedia espanyola La que se avecina, on realitza un programa de caràcter similar al seu popular programa Cine de barrio.